# Eyes of Wakanda
Eyes of Wakanda ist eine US-amerikanische animierte Miniserie, die auf dem Marvel-Comics-Universum basiert. Produziert von Marvel Studios Animation in Zusammenarbeit mit Proximity Media, wurde die Serie auf Disney+ veröffentlicht. Sie ist Teil der Phase Sechs des Marvel Cinematic Universe (MCU) und hat am 1. August 2025 Premiere gefeiert.

## Handlung
Die Serie folgt den Hatut Zeraze, einer Eliteeinheit von Wakandan-Kriegern, die im Laufe der Geschichte gefährliche Missionen unternehmen, um Vibranium-Artefakte von Feinden Wakandas zurückzuholen. Dabei wird die Geschichte verschiedener Krieger und ihrer Abenteuer beleuchtet, die die reiche Vergangenheit Wakandas erkunden.

## Produktion

### Entwicklung
Im Februar 2021 wurde bekannt gegeben, dass Ryan Coogler, Regisseur und Drehbuchautor von Black Panther (2018) und Black Panther: Wakanda Forever (2022), einen Fünf-Jahres-Vertrag mit The Walt Disney Company abgeschlossen hat, der die Entwicklung von Fernsehserien für Disney+ beinhaltet, darunter eine Serie, die in Wakanda spielt.
Im Dezember 2023 wurde die Serie offiziell als Eyes of Wakanda angekündigt, wobei Todd Harris als Showrunner und Regisseur fungiert.

### Besetzung
Im November 2024 wurde bekannt gegeben, dass unter anderem Winnie Harlow, Cress Williams, Patricia Belcher, Larry Herron, Adam Gold, Lynn Whitfield, Jacques Colimon, Jona Xiao, Isaac Robinson-Smith, Gary Anthony Williams, Zeke Alton, Steve Toussaint und Anika Noni Rose Sprechrollen in der Serie übernehmen werden.
Cress Williams wird dabei einen Charakter namens "The Lion" sprechen.

### Animation
Die Animation der Serie zeichnet sich durch einen handgemalten Stil aus, der von zeitgenössischen afroamerikanischen Künstlern wie Ernie Barnes inspiriert ist. Dieser Ansatz ermöglicht es, verschiedene Epochen und Orte darzustellen, die für die Handlung von Bedeutung sind.

## Veröffentlichung
Eyes of Wakanda feierte am 1. August 2025 auf Disney+ Premiere und besteht aus vier Episoden.
Ursprünglich war die Veröffentlichung für 2024 geplant, wurde jedoch verschoben.

## Episodenliste
| Nr. (ges.) | Nr. (St.) | Deutscher Titel        | Originaltitel       | Erstausstrahlung USA | Deutschsprachige Erstveröffentlichung (D/A/CH) | Regie                     | Drehbuch        |
| --- | --------- | ---------------------- | ------------------- | -------------------- | ---------------------------------------------- | ------------------------- | --------------- |
| 1 | 1         | In die Höhle des Löwen | Into the Lion's Den | 1. Aug. 2025         | 1. Aug. 2025                                   | Todd Harris               | Geoffrey Thorne |
| Im Jahr 1260 v. Chr. wird die ehemalige Dora Milaje Noni von ihrer Vorgesetzten Akeya auf eine Mission geschickt, um einen abtrünnigen Hatut Zaraze-Agenten namens Nkati zu jagen und zu fangen, der andere Agenten getötet hat, die ihn festnehmen sollten. Akeya befürchtet, dass Nkati die Technologie Wakandas weitergeben und damit das Königreich bloßstellen könnte. Nkati, der sich selbst „der Löwe“ nennt, hat Männer und Frauen aus aller Welt entführt und zwingt sie, in seinem Königreich, dem „Stolz des Löwen“, zu leben. Noni lässt sich während eines Überfalls auf Minoisch Kreta gefangen nehmen. Nachdem sie ein Schiff entführt und die anderen Gefangenen befreit hat, infiltriert Noni seinen Tiefseekomplex. Nachdem sie gegen mehrere Krieger von Nkati gekämpft hat, konfrontiert Noni ihn und besiegt ihn schließlich in einem Duell. Der tödlich verwundete Nkati löst einen Selbstzerstörungsmechanismus aus, der den gesamten Komplex zerstört. Noni überlebt die Explosion und Akeya lädt sie ein, sich wieder den Dora Milaje anzuschließen. Die äußerst unabhängige Noni entscheidet sich jedoch dafür, sich den Hatut Zaraze anzuschließen. |           |                        |                     |                      |                                                |                           |                 |
| 2 | 2         | Legenden und Lügen     | Legends and Lies    | 1. Aug. 2025         | 1. Aug. 2025                                   | John Fang                 | Marc Bernardin  |
| NWährend des Trojanischen Krieges im Jahr 1200 v. Chr. hat sich B'Kai unter dem Decknamen Memnon in die griechische Armee eingeschleust und kämpft an der Seite von Achilles im Kampf gegen die Trojaner. Memnons Loyalität wird von Ferro in Frage gestellt, aber Achilles verteidigt ihn. Odysseus taucht auf und schlägt die Idee des Trojanischen Pferdes vor. Das Pferd wird gebaut und den Trojanern übergeben. Später in dieser Nacht kommen Memnon, Achilles und ihre Soldaten aus dem Trojanischen Pferd und schalten die Wachen lautlos aus, während sie den Rest der griechischen Armee hereinlassen. Ein Wachmann schlägt Alarm, bevor er getötet wird, und alarmiert die Trojaner über die Eindringlinge. Memnon zieht sich aus der Schlacht zurück, aber Achilles sieht, wie er desertiert. Memnon konfrontiert den flüchtenden Paris und Helena von Troja und überredet sie, Helenas Halskette aufzugeben. Achilles holt auf und sieht, wie Memnon sie fliehen lässt. Da er Memnon für einen Verräter hält, kämpfen sie, aber Memnon verletzt Achilles an der Ferse und ersticht ihn voller Reue. Nachdem er das Artefakt nach Hause gebracht hat, fühlt sich B'Kai wie ein Außenseiter, aber ein älterer Noni warnt ihn vor den Gefahren außerhalb Wakandas. |           |                        |                     |                      |                                                |                           |                 |
| 3 | 3         | Verloren und Gefunden  | Lost and Found      | 1. Aug. 2025         | 1. Aug. 2025                                   | John Fang and Todd Harris | Marc Bernardin  |
| Im Jahr 1400 n. Chr. hat sich der wakandische Feldagent Basha in K'un-Lun eingeschleust, um ein gestohlenes wakandisches Artefakt aus einer kleinen chinesischen Drachenstatue zu beschaffen. Da das Artefakt nicht entfernt werden kann, nimmt Basha den Kopf der Statue mit und fliegt zurück nach Wakanda. Nach seiner Rückkehr erstattet Basha seinem Feldführer Ebo und Ratsmitglied Rakim Bericht. Im Hangar taucht ein mysteriöser Eindringling aus Bashas Schiff auf und überwältigt das Hangarpersonal. Der Eindringling trifft dann auf Ebo und fragt nach Basha. Er lockt den Eindringling in eine Cafeteria voller Hatut Zarazi, aber der Eindringling wehrt sie ab und entkommt. Basha trifft auf den Eindringling, der sich als Jorani entpuppt, die Frau, die ihn im Schnee außerhalb von K'un-Lun gefunden und gesund gepflegt hat. Sie verfolgte Basha, als er die Drachenstatue stahl. Im Artefaktraum erklärt Basha, dass das Artefakt aus Wakanda gestohlen wurde, aber Jorani erklärt, dass es für ihr Volk an Bedeutung gewonnen hat, und nutzt ihre Iron-Fist-Kräfte, um das Vibranium aus dem Kopf der Statue zu ziehen. Basha und Ebo verstecken Jorani in einem Raum und vertuschen den Angriff auf Rakim, der Ebo daraufhin befördert. Dann schmuggeln sie Jorani zurück zum Hangar, damit sie mit dem Kopf der Statue nach K'un-Lun zurückkehren kann. |           |                        |                     |                      |                                                |                           |                 |
| 4 | 4         | Der letzte Panther     | The Last Panther    | 1. Aug. 2025         | 1. Aug. 2025                                   | Todd Harris               | Geoffrey Thorne |
| Im Jahr 1896 n. Chr. begleitet Kuda Prinz Tafari auf seiner ersten Mission, bei der er während der Schlacht von Adua eine Vibranium-Axt zurückholen soll. Auf dem Rückweg nach Wakanda taucht plötzlich aus dem Nichts eine futuristische Person auf, die ihr Transportmittel überschlagen lässt und sie angreift. Kuda und Tafari können den Gegner überwältigen, doch sie entpuppt sich als die Königin von Wakanda und die letzte Black Panther aus der 500 Jahre entfernten Zukunft. Sie zeigt ihnen eine Vision von Wakanda in Trümmern, zerstört von Außerirdischen, bekannt als die Horde, aufgrund der isolationistischen Politik Wakandas, die sie daran hinderte, sich mit anderen Nationen zu vereinen. Sie schickte sich selbst in die Vergangenheit, um einen Weg zu finden, die Horde aufzuhalten, und fand heraus, dass die Axt einem zukünftigen König von Wakanda hilft, die Welt als potenzielle Verbündete zu sehen, wenn sie dort bleibt, wo sie gefunden wurde. Die letzte Pantherin wird zurück in die Zukunft gezogen. Nachdem Tafari Kuda gegenüber erwähnt hat, dass der letzte Panther mit seiner Vermutung über die Schwangerschaft der Königin Recht hatte, kehren Tafari und Kuda nach Adwa zurück und legen die Axt wieder an den Ort zurück, an dem sie gefunden wurde. Nachdem Kuda vertuscht hat, was mit der königlichen Familie geschehen ist, hofft Tafari, dass das Scheitern ihrer ursprünglichen Mission es wert war. Jahre später bereitet sich Erik Stevens (alias Killmonger) darauf vor, die Axt zu stehlen, die nun in einem Londoner Museum ausgestellt ist. |           |                        |                     |                      |                                                |                           |                 |